# Sofuoglu család
A három testvér Bahattin, Sinan és Kenan a legsikeresebb török motorkerékpár-versenyzők között szerepeltek. Apjuk, Irfan Sofuoğlu, nagy motorkerékpár-rajongó, így 1965 óta fenntartott egy motorkerékpár-javítóműhelyt Sakarya tartomány Akyazı kerületében. A család 1992-ben költözött Adapazarıba, ahol az apa nyitott egy motorkerékpár-kereskedést és javítóműhelyt. A lány, Nilüfer Sofuoğlu, (1988), szintén motorkerékpár-rajongó, akit engedély nélkül motorozásért fogtak el a rendőrök.

## Bahattin
Bahattin Sofuoğlu, (1978, Adapazarı, Törökország – 2002. október 25.) egy sikeres motorkerékpár versenyző a török Honda csapat támogatásával. 1997-ben egy motorkerékpár-kereskedő fiaként, tizenkilenc évesen kezdett el versenyezni. Bahattin egy rövid, de sikeres karrier után, meghalt egy forgalmi balesetben 24 évesen, 2002. október 25-én.

## Sinan
Sinan Sofuoğlu (1982. július 15. Adapazarı – 2008. május 9. Kocaeli) egy sikeres török motorkerékpár-versenyző volt. 15 évesen kezdett el versenyezni, majd 1998-ban Sinan bajnok lett. Győzelmekkel folytatta a karrierjét különféle bajnokságokban, 1999-ben nyert Group B-ben, és a 2001, 2002 és 2004-ben Group A-ban (ugyanitt 2003-ban második lett).
Sinan 2005-ben bajnokságot török színekben. Egy szabad kártyás versenyen, az Istanbul Park 2006 áprilisában a 250 cm³-es versenyén, ahol egy 2.05.532-es idővel a 26. helyre kvalifikálta magát, és a futamot a 19. pozícióban fejezte be (utolsóként: 40.44.241-es teljes idővel).
2008. május 9-én meghalt súlyos sérülések következtében egy balesetben, melyet egy török motorbajnoki futamra való felkészülés során szerzett Kocaeliban.